# Autoridad Portuaria de Gijón
La Autoridad Portuaria de Gijón es una de las 28 autoridades portuarias españolas que componen el organismo público Puertos del Estado, tiene su sede en la ciudad homónima, perteneciente a Asturias y es el organismo responsable del puerto de El Musel y del puerto deportivo de Gijón, así como de los faros de su área: San Emeterio, Llanes, Ribadesella, Lastres, Tazones, Torres, Candás y Cabo Peñas.

## Historia
Anteriormente se denominaba Junta de Obras del Puerto de Gijón y la actual configuración de la autoridad portuaria nació en el año 2007 fruto de la creación de la provincia marítima de Avilés para hacerse cargo de los distritos marítimos de Avilés, San Esteban de Pravia y Luarca ya que hasta ese momento todo el litoral asturiano pertenecía a la jurisdicción de Gijón. 